# Tittmann-Gletscher
Der Tittmann-Gletscher ist ein 12 km Talgletscher in der Eliaskette in Alaska (USA). Benannt wurde der Gletscher nach Otto Hilgard Tittmann (1850–1938), einem deutsch-amerikanischen Geodäten, Geographen und Astronomen sowie Mitbegründer der National Geographic Society im Jahr 1888.
Der Tittmann-Gletscher bildet einen rechten Tributärgletscher des Anderson-Gletschers. Er besitzt zwei Quellgletscher. Der südliche davon besitzt sein Nährgebiet an der Nordflanke des Mount Tittmann auf einer Höhe von etwa 2700 m. Unterhalb der Vereinigung der Quellgletscher strömt der Tittmann-Gletscher noch 5 km in südöstlicher Richtung, bevor er auf einer Höhe von ungefähr 1500 m auf den Anderson-Gletscher trifft. Das Einzugsgebiet des Tittmann-Gletschers umfasst 95 km².